# Bohemund III van Antiochië

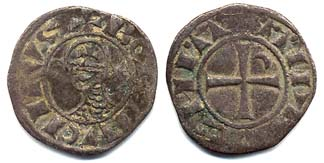
geldmunten van Bohemund III

Bohemund III van Antiochië (1144 - 1201), bijgenaamd de Stotteraar, was prins van Antiochië van 1163 tot aan zijn dood. Hij was de zoon van Constance I van Antiochië en Raymond van Poitiers.
De vader van Bohemund III sneuvelde in de Slag bij Inab op 29 juni 1149. Zijn moeder Constance zou regent blijven tot Bohemund III zelf oud genoeg zou zijn. Maar Constance hertrouwde met Reinoud van Châtillon, en Reinoud werd mederegent. Ook nadat Reinoud gevangengenomen was en opgesloten in het Syrische Aleppo in 1160 (hij zou daar tot 1176 verblijven), en Bohemund oud genoeg was om heerser te worden, bleef zijn moeder hem dwarszitten en weigerde hem de macht over Antiochië te geven. Er ontstond een vete en uiteindelijk riep Boudewijn III van Jeruzalem Bohemund uit tot prins van Antiochië.

## Levensloop
In 1164, een jaar nadat hij graaf van Antiochië werd, veroverde Bohemund samen met Raymond III van Tripoli de stad Harim, die bezet was door de heerser van Syrië, Nur ad-Din. Dit was voor Bohemund niet genoeg: terwijl Nur ad-Din zich terugtrok, viel Bohemund hem in de rug aan. Dat liep verkeerd af, zowel Bohemund als Raymond werden gevangengenomen.
Amalrik I van Jeruzalem die bezig was Egypte binnen te vallen, haastte zich naar Antiochië om het regentschap tijdelijk op zich te nemen. Bohemund werd begin 1165 vrijgekocht met een enorme som geld. De reden voor zijn vrijlating zou zijn geweest dat Nur ad-Din vreesde voor een Byzantijnse invasie. De zuster van Bohemund was immers getrouwd met keizer Manuel I Comnenus.
In 1166 deed Andronicus Comnenus, gouverneur van Cilicië en neef van de keizer, Antiochië aan. Hij wist het hart te veroveren van Bohemunds jongste zuster Philippa. Bohemund was tegen deze relatie en de kerk zag dit als incest. Andronicus moest Antiochië ontvluchten, maar wist in Jeruzalem koningin Theodora Komnene te verleiden, de weduwe van zijn volle neef.
In 1172 leidde Bohemund een aanval op Armenië, mede omdat prins Mleh van Armenië een bondgenoot van Nur ad-Din was geworden. Samen met Raymond III en Filips van de Elzas, die een pelgrimage naar het Heilig Land had ondernomen, deed hij opnieuw een poging om de stad Harim in te nemen maar zij slaagden er niet in en trokken zich terug.
In 1180 mengden Bohemund en Raymond zich in de successie om de troon van Jeruzalem. De toenmalige koning Boudewijn IV van Jeruzalem had lepra en kon geen erfgenamen produceren. De keuze viel op Boudewijns enige zuster Sibylla die een zoon had, de latere Boudewijn V. Maar na het overlijden van Boudewijn IV stierf ook Boudewijn V een jaar later. Bohemund kon niet voorkomen dat Guy van Lusignan op de troon van Jeruzalem kwam. Door de afgunst en de vele onderlinge twisten van de kruisvaarders verliep de geschiedenis voor het koninkrijk Jeruzalem rampzalig: het rijk werd vanaf 1187 geleidelijk ingenomen door Saladin. Bohemund had echter in 1183 een vredesverdrag met Saladin gesloten en liet Jeruzalem aan zijn lot over. In 1190 liet hij een leger van Duitse kruisvaarders zijn land passeren, die in Cilicië hun leider Frederik Barbarossa hadden verloren. Bohemund bood hen wel onderdak, maar nam geen deel aan de Derde Kruistocht, waarmee hij zich aan het vredesverdrag hield.
In 1194 werd Bohemund gevangengenomen door Leo II van Armenië die hem opsloot in Bohemunds eigen kasteel Bagras aan de noordelijke grens van Antiochië. Hendrik II van Champagne, koning van Jeruzalem, wist Bohemund vrij te kopen en kreeg de twee kemphanen samen aan tafel. Bohemund moest zijn claim op Armenië laten vallen en de overeenkomst werd bestendigd met een huwelijk: in 1195 trouwde Bohemunds oudste zoon Raymond met de dochter van Leo's broer Ruben, Alice van Armenië.

## Familie
Bohemund III was getrouwd met Orguilleuse d'Harenc rond 1169, met wie hij twee zoons had Raymond en Bohemund. Zijn eerste zoon Raymond zou later de adoptiefzoon worden van Raymond III van Tripoli, die geen nakomelingen kon krijgen. De bedoeling was dat Raymond over Tripoli ging regeren en Bohemund over Antiochië. Na het overlijden van Raymond III, stuurde Bohemund zijn tweede zoon Bohemund IV naar Tripoli voor het regentschap.
Bohemund trouwde nog drie keer met respectievelijk Theodora Comnena, Sibylla, en Isabella, met wie hij in totaal nog vijf kinderen kreeg, waarvan er twee jong stierven.
Bohemund III zelf overleed op de vrij hoge leeftijd van 57 jaar in 1201. Zijn opvolging zou worden betwist door zijn zoon Bohemund IV en zijn kleinzoon Raymond-Ruben, zoon van Raymond.

wapen van Antiochië